# Петро I (цар Болгарії)
Петро I (болг. Петър I; ? — 30 січня 970) — цар Болгарії від 927 до 969 року. Другий син Симеона Великого.

## Зовнішня політика
Після смерті батька Петро I отримав у спадок державу, що знаходилася у стані війни відразу з трьома народами: угорцями, хорватами та візантійцями. Наступного року із Візантією був укладений мир, і Петро одружився з онукою імператора Романа I Лакапіна Марією. Вона після весілля взяла нове ім'я — Ірина, що значить мир.
Така зовнішня політика викликала незадоволення серед болгар і 928 року під керівництвом молодшого брата царя — Івана в країні вибухнуло повстання. Івана незабаром схопили і відправили у заслання до Візантії, а повстання було придушене. 930 року із монастиря утік старший брат Петра — Михайло, який зчинив нове повстання.
931 року з полону утік сербський правитель Чеслав, який, зібравши військо, почав воєнні дії, в результаті яких Сербія здобула незалежність.

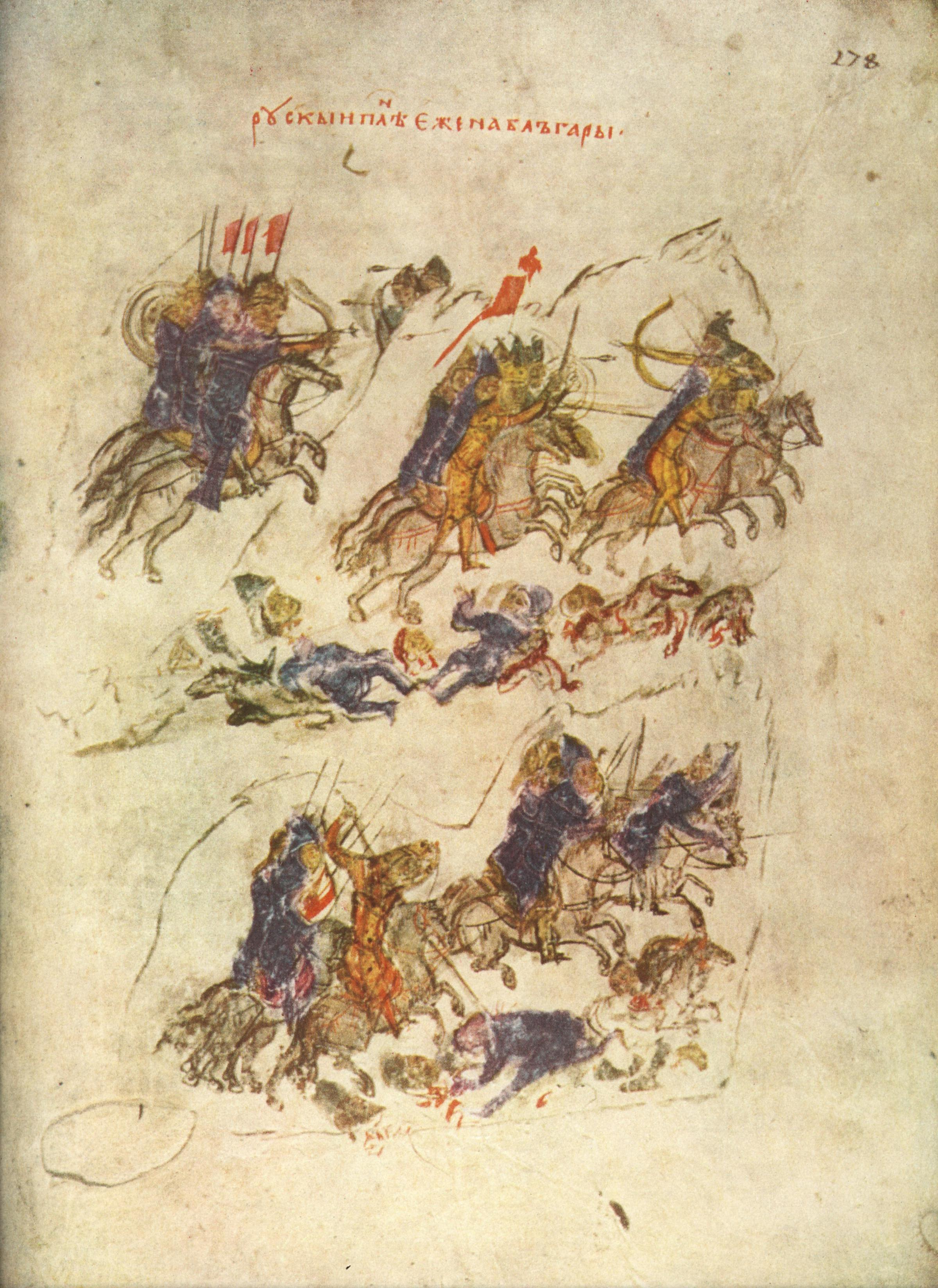
Руське нашестя на Болгарію 968 року

Вважається, що цариця Ірина померла 963 року. Відносини між Болгарією і Візантією після цього загострилися. Імператор відмовився платити болгарам данину. 967 або 968 року імператор Никифор II Фока відправив до київського князя Святослава із пропозицією напасти на болгар за винагороду. Святослав погодився, захопив частину Болгарії і влаштувався в Переяславці. Після відвертання набігу печенігів від Києва він знов повернувся, але зіштовхнувся із болгарським повстанням.

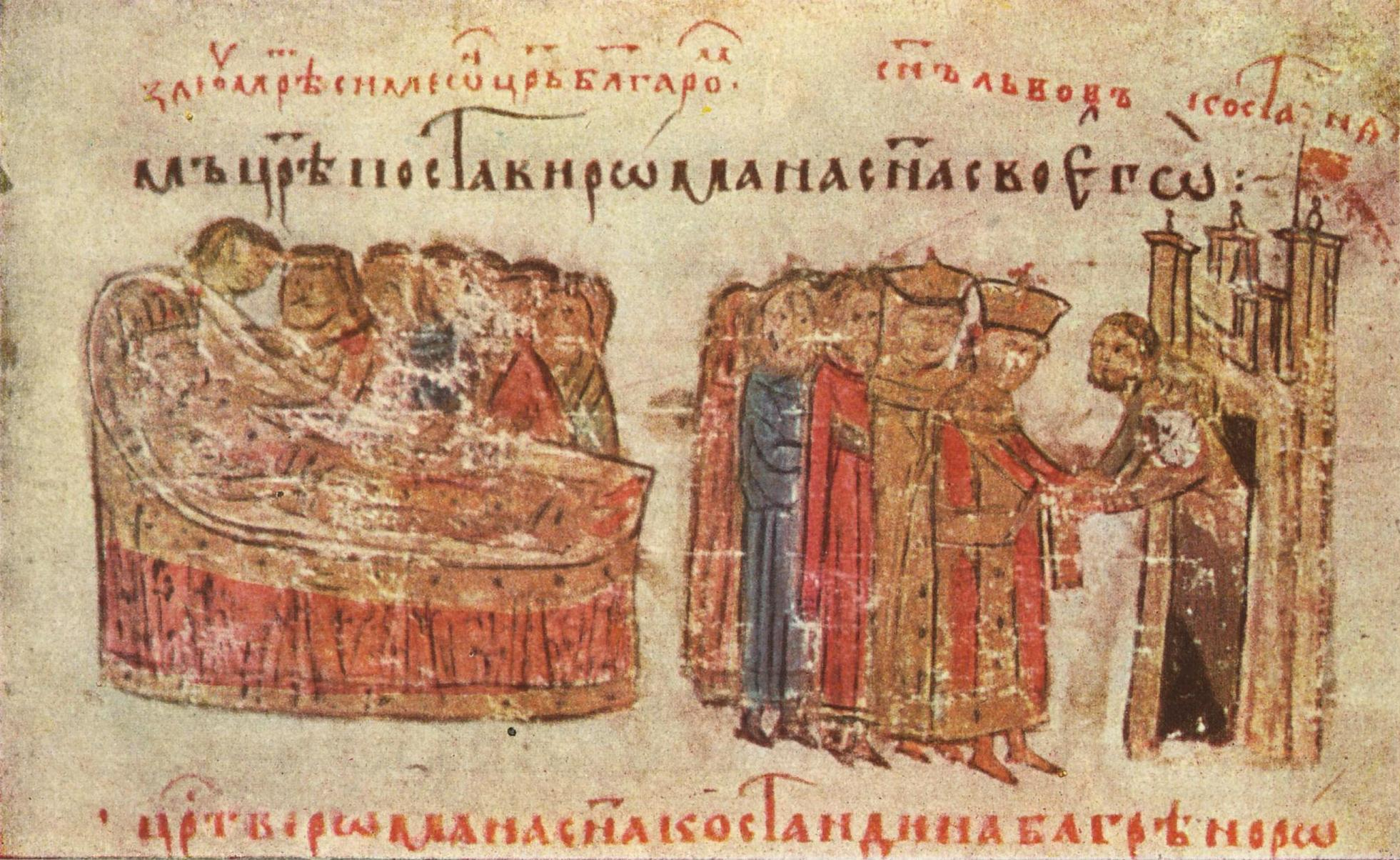
Смерть царя Петра I

Русів вигнали з Переяславця, але наприкінці 969 — початку 970 року Святослав знову взяв його штурмом. Після цієї поразки Петра I вхопив удар. Він відрікся від престолу на користь сина Бориса і усамітнився в монастирі. Там він і помер 30 січня 970 року.

## Церква
Під час правління Петра була визнана Візантією Болгарська православна церква як незалежна. Цар був дуже щедрим до церкви, обдаровуючи монастирі та інші релігійні установи землями та грошима. Таке нововведення було не всім до душі, навіть деякі священики вважали збагачення церкви надмірним. Це і стало однією з причин появи на території Болгарії єресі під назвою богомильство. Її прихильники закликали до відмови від мирських благ.
Цар Петро мав зустріч із Святим Іоанном Рильським. Цар надіслав Іоаннові подарунки із фруктів і золота. Золото святий повернув, фрукти ж узяв. Також він написав Петрові духовні настанови.

## Канонізація
Цар Петро був проголошений святим благовірним царем і канонізований Болгарською православною церквою. День пам'яті — 30 січня. За життя Петро був відомий вірою в Бога, лагідністю та смиренністю. Також він всіляко підтримував Церкву за часів свого правління.